# Johanna Jackson
Johanna Jackson (ur. 17 stycznia 1985 w Middlesbrough) – brytyjska lekkoatletka specjalizująca się w chodzie sportowym.
W 2005 roku zadebiutowała w pucharze Europy w chodzie, a rok później pierwszy raz w karierze wystąpiła w pucharze świata. W 2006 zajęła siódme miejsce w igrzyskach Wspólnoty Narodów, w 2007 była także siódma na młodzieżowych mistrzostwach Europy. Wystąpiła na mistrzostwach świata w Osace (2007) oraz na igrzyskach olimpijskich w Pekinie (2008). Po zajęciu dziesiątej lokaty w mistrzostwach Europy w 2010 roku zdobyła jeszcze, na koniec sezonu, złoty medal igrzysk Wspólnoty Narodów. 
Rekord życiowy w chodzie na 20 kilometrów: 1:30:41 (19 czerwca 2010, A Coruña) – rezultat ten jest aktualnym rekordem Wielkiej Brytanii.

## Osiągnięcia
| Rok  | Impreza                           | Miejsce              | Lokata      | Wynik   |
| ---- | --------------------------------- | -------------------- | ----------- | ------- |
| 2005 | Puchar Europy w chodzie sportowym | Miszkolc             | 46. miejsce | 1:53:34 |
| 2006 | Igrzyska Wspólnoty Narodów        | Melbourne            | 7. miejsce  | 1:42:04 |
| 2006 | Puchar świata w chodzie sportowym | A Coruña             | 54. miejsce | 1:41:47 |
| 2007 | Puchar Europy w chodzie sportowym | Royal Leamington Spa | 38. miejsce | 1:38:56 |
| 2007 | Młodzieżowe mistrzostwa Europy    | Debreczyn            | 7. miejsce  | 1:36:28 |
| 2007 | Mistrzostwa świata                | Osaka                | 25. miejsce | 1:39:34 |
| 2008 | Puchar świata w chodzie sportowym | Czeboksary           | 45. miejsce | 1:31:33 |
| 2008 | Igrzyska olimpijskie              | Pekin                | 21. miejsce | 1:31:33 |
| 2009 | Puchar Europy w chodzie sportowym | Metz                 | 27. miejsce | 1:45:05 |
| 2009 | Mistrzostwa świata                | Berlin               | –           | DQ      |
| 2010 | Puchar świata w chodzie sportowym | Chihuahua            | 46. miejsce | 1:47:12 |
| 2010 | Mistrzostwa Europy                | Barcelona            | 10. miejsce | 1:33:33 |
| 2010 | Igrzyska Wspólnoty Narodów        | Nowe Delhi           | 1. miejsce  | 1:34:22 |